# شانون بریگز
شانون بریگز (انگلیسی: Shannon Briggs؛ زادهٔ ۴ دسامبر ۱۹۷۱) بوکسور و هنرپیشه اهل ایالات متحده آمریکا است.
از فیلم‌ها یا برنامه‌های تلویزیونی که وی در آن نقش داشته‌است می‌توان به ترانسپورتر ۲ اشاره کرد.